# Iglesia Nacional Presbiteriana (San Luis Potosí)
La Iglesia Nacional Presbiteriana o Iglesia Sion es un edificio presbiteriano ubicado en el Jardín Guerrero en el centro histórico de la ciudad de San Luis Potosí, San Luis Potosí, México. El templo es catalogado como monumento histórico por el Instituto Nacional de Antropología e Historia (INAH) para su preservación.

## Historia

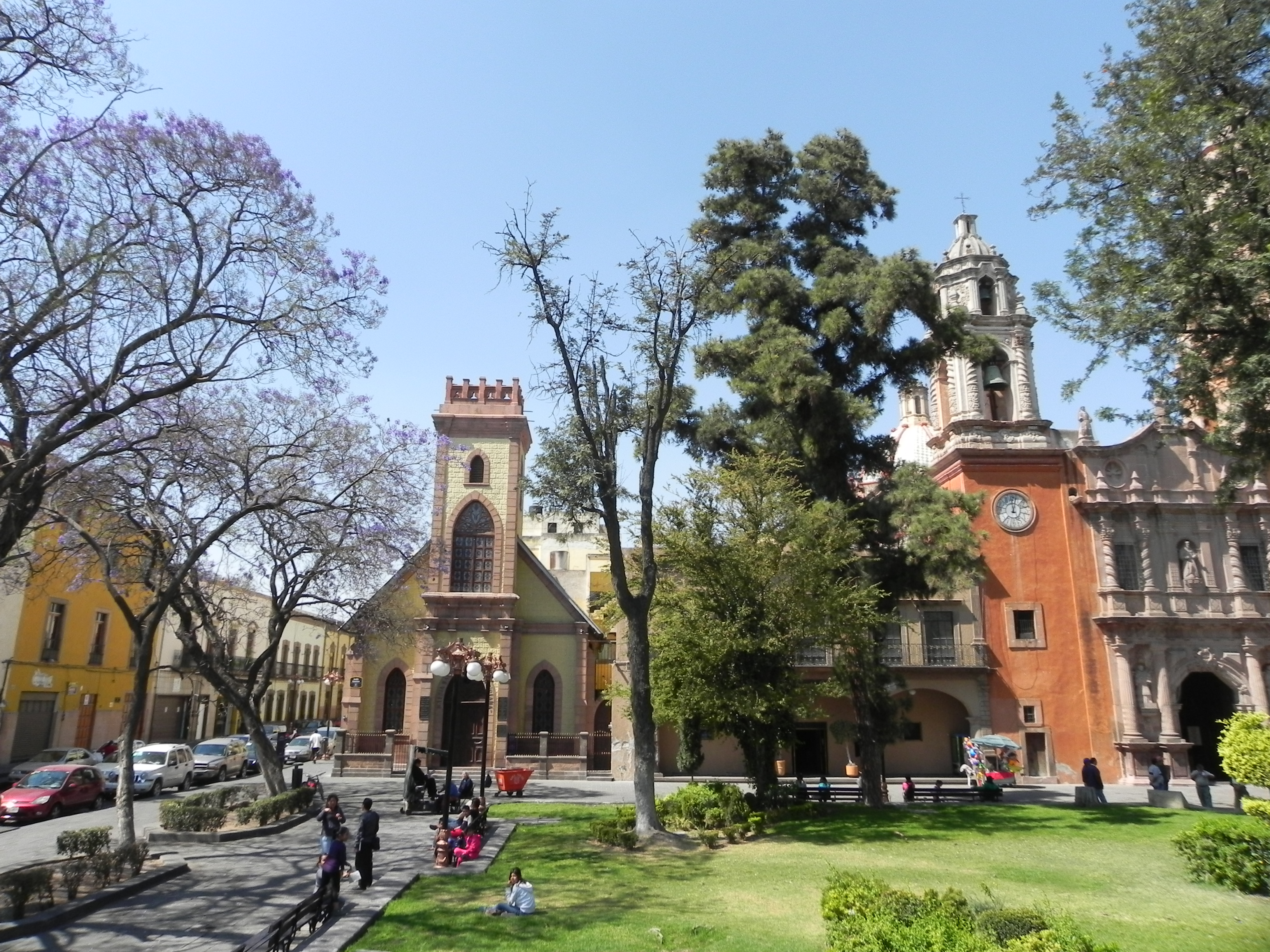
Vista de la Iglesia Nacional Presbiteriana en la izquierda y la Iglesia de San Francisco en el Jardín Guerrero.

Es el templo evangélico más antiguo de la capital potosina. El ingeniero Russell Cook diseñó el templo con un estilo neogótico. Fue construido a lado de la antigua portería del Convento de San Francisco. Este terreno se había abierto cuando debido a las Leyes de Reforma el convento quedó mutilado para prolongar la calle Galeana. El comerciante Juan Bocanegra compró el lote y la Iglesia nacional presbiteriana de México construyó el templo en 1891. Desde el 29 de septiembre de 1894 el templo está abierto al culto. El templo tiene un techo abovedado. Predomina la cantera rosa en su fachada, tanto las piedras que la adornan como las ventanas y puertas.
Posteriormente Cook también diseñó otro importante templo protestante de la ciudad, la Iglesia Cristiana Central.